# Roberto Arlt
Roberto Godofredo Christophersen Arlt (Buenos Aires, 2 de abril de 1900 — Buenos Aires, 26 de julho de 1942) foi um novelista, contista, dramaturgo e jornalista argentino, natural do Bairro de Flores, filho de pai alemão e mãe italiana. Um dos mais importantes escritores argentinos do Século XX, especialmente por O Brinquedo Rabioso (1926), Os Sete Loucos (1929), Los Lanzallamas (1931), El Amor Brujo (1932) no campo romanesco, ele é considerado o primeiro autor moderno da República Argentina.

## Carreira
A partir da década de 1930 aventurou-se no teatro e na última fase da vida escreveu apenas neste gênero, com trilhas importantes no teatro, com obras como Trezentos Milhões (1932), A Ilha Deserta (1937), rompendo com o realismo e abordando os problemas da alienação através da duplicação da cena. Por conta disso, é considerado um precursor do teatro social argentino e de correntes posteriores, como o absurdo e o existencialismo.
Na imprensa argentina, suas variadas gravuras que eram publicadas semanalmente no jornal El Mundo. Arlt utilizou essas colunas para comentar, em seu estilo caracteristicamente direto e despretensioso, sobre as peculiaridades, hipocrisias, estranheza e beleza da vida cotidiana na capital argentina.
A figura de Arlt permaneceu principalmente nas sombras, ou na vanguarda literária, durante grande parte dos anos 40, 50 e início dos anos 60, quando sua obra experimentou um ressurgimento progressivo graças ao trabalho de críticos como o falecido Ricardo Piglia. A literatura artltiana tem nuances fundamentalmente sombrias, seus personagens tendem a ser idealistas relacionados ao filo-marxismo - às vezes de forma explícita, como no caso do personagem do Astrólogo, em Os Sete Tolos e outras vezes nem tanto, como por exemplo, os empregados da companhia de navegação na Ilha Deserta. A miséria humana e as paisagens sombrias e negligenciadas abundam em sua obra, como as que ele retrata permanentemente na contrastante Buenos Aires do início do século.

### Obra teatral
- El humillado (1930)
- 300 millones (1932)
- Prueba de amor (1932)
- Escenas de un grotesco (1934)
- Saverio el Cruel (1936)
- El fabricante de fantasmas (1936)
- La isla desierta (1937)
- Separación feroz (1938)
- África (1938)
- La fiesta del hierro (1940)
- El desierto entra a la ciudad (1952)
- La cabeza separada del tronco (1964)
- El amor brujo (1971)

Obras traduzidas para o português
- Os sete loucos. Tradução de Janer Cristaldo Rio de Janeiro: Francisco Alves, 1982.

- As feras. Tradução de Sérgio Molina. São Paulo: Iluminuras, 1996.
- Armadilha mortal. Tradução de Sérgio Faraco. Porto Alegre: L&Pm, 1997.

- Viagem terrível. Tradução de Maria Paula Gurgel Ribeiro. São Paulo: Iluminuras, 1999.
- Os sete loucos & Os lança-chamas. Tradução de Maria Paula Gurgel Ribeiro. São Paulo: Iluminuras, 2000.
- Os sete loucos. Tradução de Rui Lagartinho e Sofia Castro Rodrigues. Lisboa: Cavalo-de-ferro, 2003.
- Águas-fortes cariocas. Tradução de Gustavo Pacheco. Rio de Janeiro: Rocco, 2013.
- Águas-fortes portenhas seguidas de águas-fortes cariocas. Tradução de Maria Paula Gurgel Ribeiro. São Paulo: Iluminuras, 2013.
- O brinquedo raivoso. Tradução de Maria Paula Gurgel Ribeiro. São Paulo: Iluminuras, 2013.
- A vida porca. Tradução de Davidson Oliveira Diniz. Belo Horizonte: Relicário, 2014.
- Escritor fracassado e outros contos. Tradução de Miguel Filipe Mochila. Lisboa: Snob, 2018.
- Águas-Fortes Portenhas. Selecção, versões e posfácio de Rui Manuel Amaral. Porto: Colecção Avesso, 2020.
- O criador de gorilas. Tradução de Fabio B. Pinto. Porto Alegre: Coragem, 2022.